# Karma Phuntsok Namgyal
Karma Phuntsok Namgyal (en tibetano: ཀར་མ་ཕུན་ཚོགས་རྣམ་རྒྱལ་, wylie: Kar-ma Phun-tshogs Rnam-rgyal), nacido en 1587, murió con su esposa de viruela en 1631, fue un gobernante Tsang de 1611 a 1620 de la dinastía Tsangpa. También fue el gobernante más importante de su dinastía sobre el Tíbet hasta su fin en 1642.

## Biografía
Su madre fue Pönsa Yar Gyama (wylie: Dpon sa Yar rgyan ma), se dice que recibió enseñanzas del dalái lama de Mongolia, Yonten Gyatso.
Él y su hijo y sucesor Karma Tenkyong Wangpo se opusieron a la escuela Gelug del dalái lama. Ngawang Lobsang Gyatso, quinto dalái lama, envió tres misiones a los mongoles para pedir ayuda al Qoshot Güshi Khan, para defenderse de estos reyes.
En el año del dragón de metal (1609), la jerarquía Karma(pa) designó a Phuntshog Namgyal, su hijo Karma Tankyong Wangpo, para liderar el ejército Tsang hacia la región de Ü, pero viendo que los jinetes mongoles habían venido a proteger la iglesia de los cascos amarillos, se rindieron por miedo.
En 1611, año del ratón de agua, sometió a Gyal-Khar-tae (actual Gyangtse) y Byang (el extremo norte de la provincia de Tsang), tomando así el control de todo el Tsang y se le conoció como Tsang Gyal (es decir, rey de Tsang). Esta es la primera vez que el pueblo del Karma marchó a la cabeza de un ejército victorioso, y se convirtió por la misma razón en un señor temporal y espiritual.
En 1618, en un contexto de rivalidad cruzada, los Karmapa que partieron del Tsang, invadieron Lhasa y dejaron la colina alrededor del monasterio de Drepung cubierta por los cuerpos de los monjes masacrados. Durante los siguientes 20 años, los Karamapa reinaron de manera suprema, obligando a muchos monasterios Gelug a convertirse. Ese mismo año se creó el Código de 16 artículos", que sirvió de ley en el Tíbet hasta 1959.
Invitó al décimo Karmapa, Chöying Dorje, a visitar Lhasa.
Su hijo, Karma Tenkyong Wangpo, le sucedió  en 1620.
En 1631, atacó la región de Ü (parte oriental del Tíbet central) en Yarlö (¿ciudad del valle de Yarlung?), para expulsar a Dakpo Kurap Namgyel.